# Ajibola Ponnle
Ajibola Ponnle (nascida em 9 de setembro de 1973) ela é a actual comissária do Ministério dos Estabelecimentos, Treino e Pensões do Estado de Lagos nomeada pelo Governador do Estado de Lagos.

## Infância e educação
Ela nasceu em 9 de setembro de 1973. Ela obteve o seu B.Sc. em Economia pela Universidade de Ibadan e o M.Sc em Psicolologia Organizacional pela Universidade de Londres.

## Carreira
Iniciou a sua carreira em 1994 na empresa Arthur Andersen, que hoje é KPMG. Mais tarde, ela começou a trabalhar com a britânica British American Tobacco. Em 2004, ela decidiu envolver-se em empresas de construção de empreendedorismo, incluindo a TeamBuilding Africa Consultancy, o representante regional da Team BuiUSA. Ela também visitou o Programa de Gestão Executiva da Lagos Business School.
Ajibola Ponnle revelou que o governo do estado de Lagos atrai a atenção mundial ao preparar o primeiro dentista forense em toda a África Ocidental. Sob o seu ministério, o governo estadual de Lagos paga 1,63 biliões de Naira a 321 aposentados.

## Vida pessoal
Ela divorciou-se perante o juiz Lateefah Okunnu do Tribunal Superior de Lagos, Igbosere, Lagos. após um casamento de 22 anos com Abiodun Michael Ponnle. Eles têm três filhos.